# Sztandar

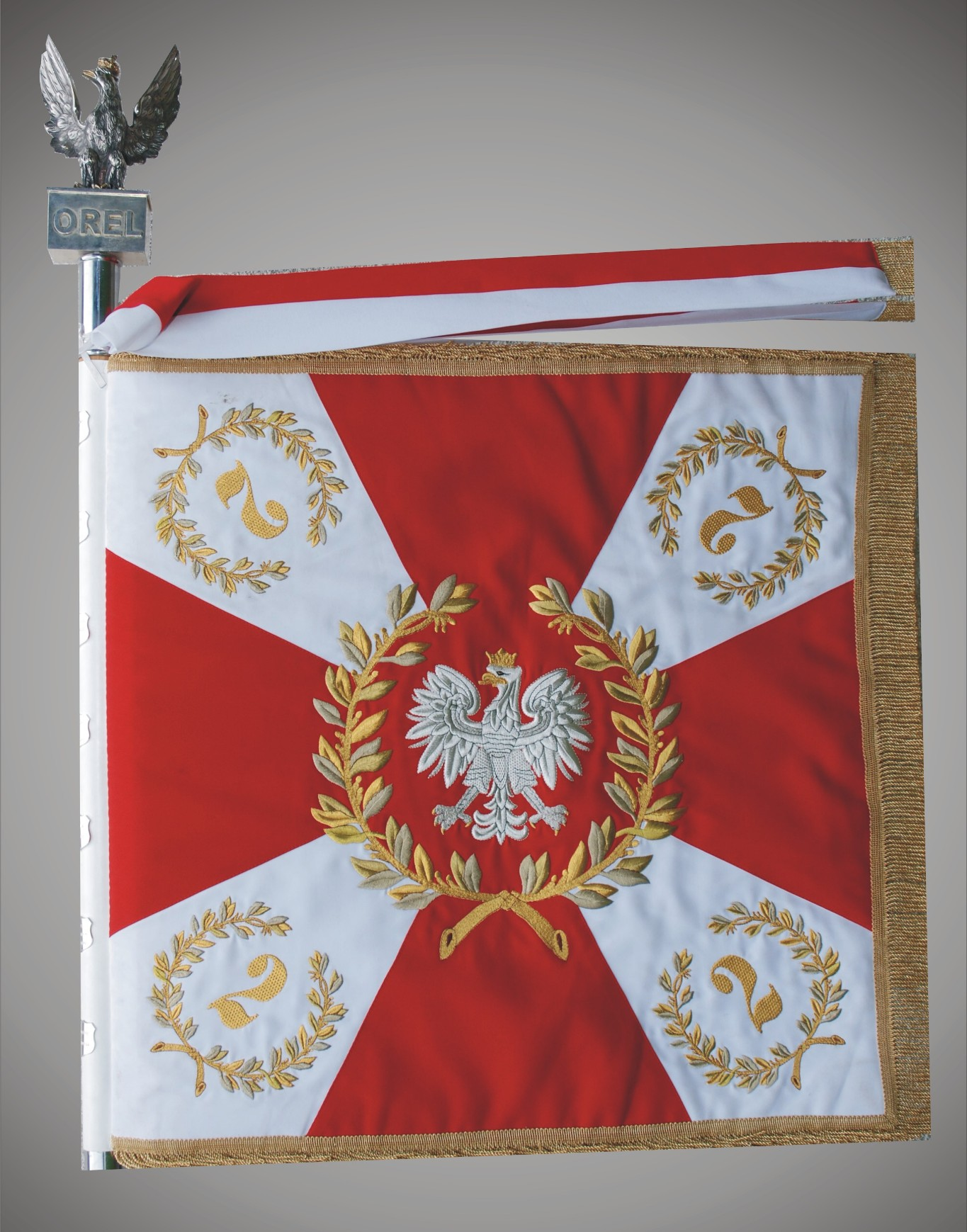
Sztandar 2 Przasnyskiego Ośrodka Radioelektronicznego

Sztandar – rodzaj flagi funkcjonującej jako symboliczny znak rozpoznawczy instytucji (np. oddziału wojskowego, stowarzyszenia, miasta, szkoły  itp.) Występuje wyłącznie w jednym egzemplarzu, unikalnym dla reprezentowanego podmiotu.

## Budowa
Składa się z płata i drzewca zakończonego głowicą. Płat ma różne wzory na obu stronach, przeważnie obszyty jest frędzlą i przymocowany do drzewca skórzanym rękawem i ozdobnymi gwoździami. Pod głowicą wiązane są wstęgi i szarfy w barwach narodowych lub orderów i odznaczeń, którymi posiadacz sztandaru został odznaczony. Pod wstęgami mogą być mocowane odznaki odznaczeń.

## Historia
Sztandar wywodzi się z dawnych weksyliów (znaków bojowo–rozpoznawczych), które służyły do łączności między wodzem a oddziałem. W starożytności były używane przez Babilończyków, Egipcjan, Greków, Persów. Ze znakami tymi wiązano pewne treści ideowe. Uroczyście obchodzono dzień otrzymania znaku w legionach rzymskich, bowiem oznaczał on powstanie oddziału, a jego utrata powodowała rozwiązanie oddziału. Znaków bojowych używali również w V wieku Germanie, Celtowie oraz Hunowie. W pierwszej połowie XII wieku Słowianie na Rusi wykorzystywali zdobyte znaki bojowe do wciągania w zasadzkę wojowników przeciwnika. W oddziałach jazdy używano małych chorągwi zwanych kornetami. Podczas walki był zawsze rozwinięty i otoczony doborowymi żołnierzami, a na postojach zaciągano przed nim warty.

## Sztandary Wojska Polskiego
Sztandar jest znakiem jednostki wojskowej Sił Zbrojnych Rzeczypospolitej Polskiej. Jest on symbolem sławy wojennej i tradycji oraz wierności, honoru i męstwa, których Ojczyzna wymaga od swych żołnierzy.

Sztandary były bardzo różne w formie, rysunku i wielkości. Dopiero po odzyskaniu niepodległości w 1918 podjęto próbę ujednolicenia znaków wojskowych jednak nie były one rygorystycznie przestrzegane. Kolejne unormowania wyglądu sztandarów miały miejsce w 1927 (zmiana rysunku godła państwowego) i w 1937. Stare (nieregulaminowe) sztandary przekazywane były zazwyczaj do Muzeum Wojska Polskiego w Warszawie.
Od 1937 sztandar mogły otrzymać:
- formacje liniowe wojska (piechota, kawaleria, saperzy)
  - szkoły oficerskie i podoficerskie tych formacji
- oddziały lądowe marynarki wojennej
- artyleria, broń pancerna, lotnictwo, łączność
  - szkoły oficerskie i podoficerskie tych formacji
- samodzielne bataliony strzelców.

Sztandar od chwili wręczenia towarzyszył pułkowi w każdej uroczystości i bitwie. Utrata sztandaru oznaczała wymazanie oddziału z rejestru. W przypadku rozwiązania lub rozbicia jednostki w wyniku walk, sztandar był ukrywany (tak by nie dostał się w ręce wroga), dzielony między żołnierzy lub niszczony.
Do 1939 w Wojsku Polskim nadano około 230 sztandarów. Na Zachód, różnymi drogami, przewieziono 42 sztandary (znajdują się w Instytucie Polskim i Muzeum im. gen. Sikorskiego w Londynie). Około 100 sztandarów odnaleziono po zakończeniu działań wojennych (znajdują się w Muzeum Wojska Polskiego, niektóre we fragmentach).

### Polskie dewizy na sztandarach

Bóg, Honor, Ojczyzna na sztandarze 1 Pułku Artylerii Przeciwlotniczej (PSZ)
Honor i Ojczyzna na sztandarze 1 Pułku Artylerii Motorowej (II RP)
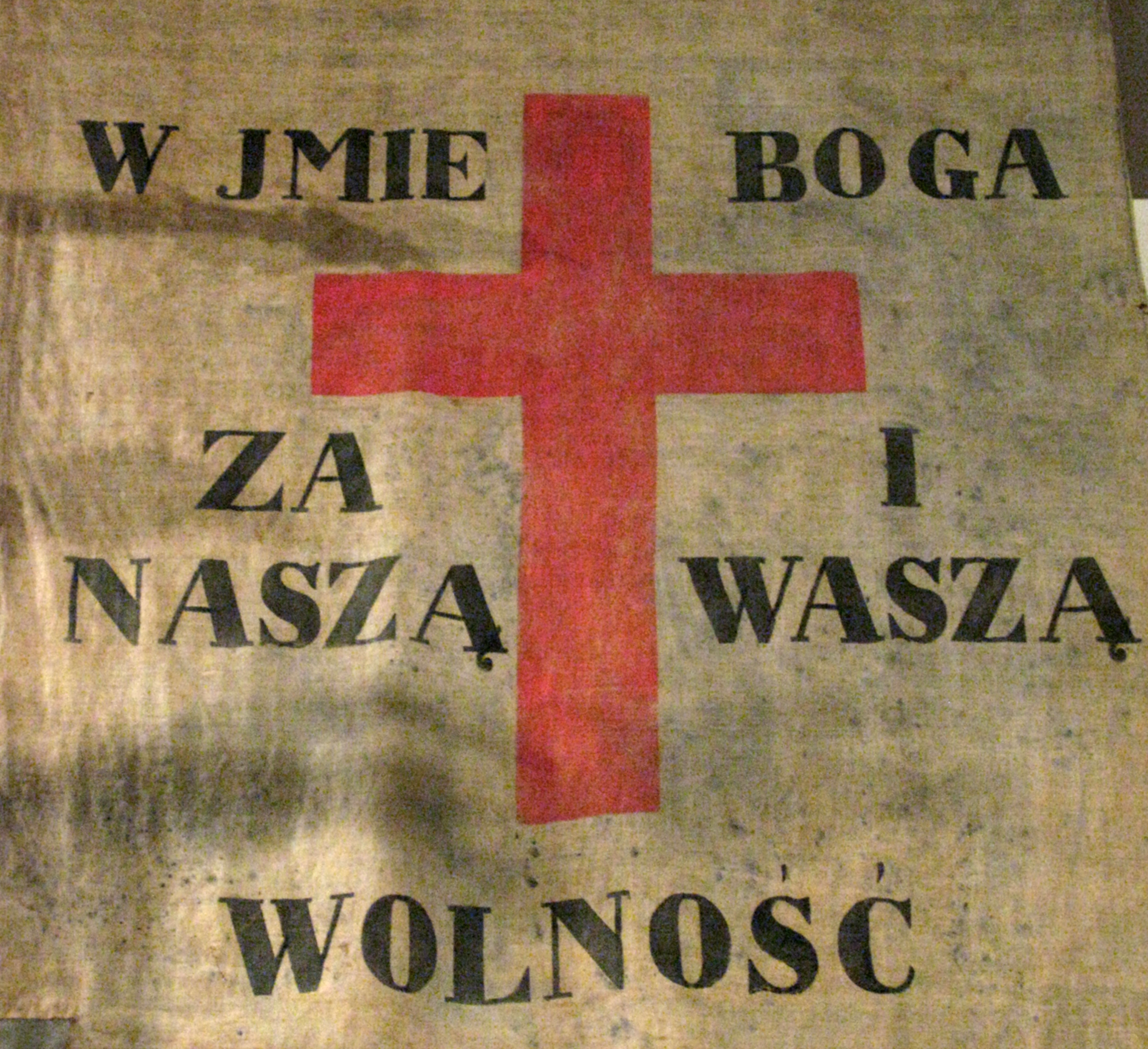
Za wolność naszą i waszą – skrócona wersja napisu na sztandarze z manifestacji ku czci dekabrystów w Warszawie 25 stycznia 1831
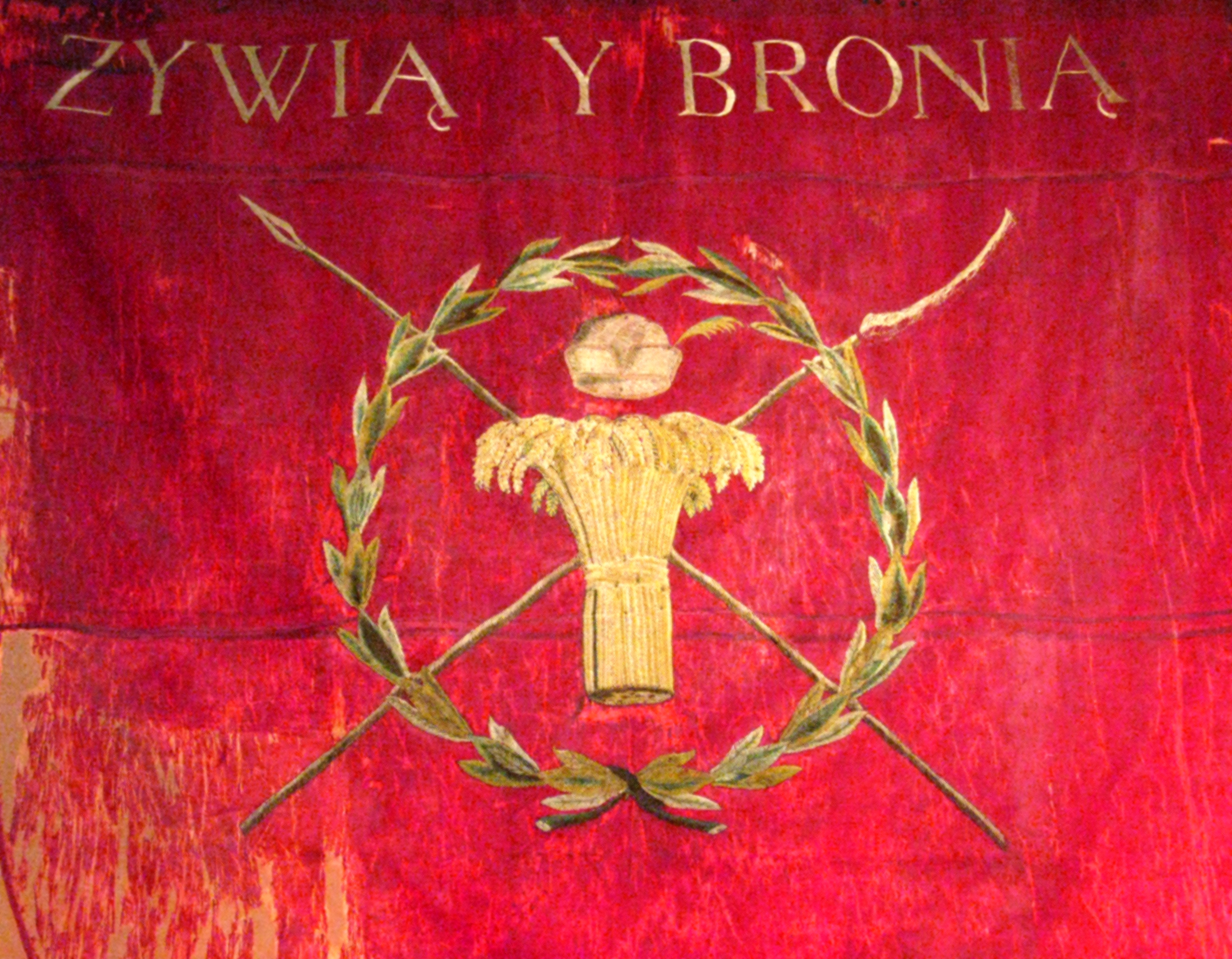
Żywią i Bronią na sztandarze kosynierów z czasów insurekcji kościuszkowskiej